# Пандех
Пандех (XIII в.), српски средњовековни књижевник и историчар. Аутор је једног сказанија из 1259. године (Пандехово сказаније), снажног и херметичног сведочанства о савременим политичким збивањима тог времена у средњовековној Србији и Бугарској.
По Пандеховом рукопису, аутор је живео у средњовековној Србији у време Стефана Уроша. У делу се као „први“ помиње Константин Тих Асен (1257-1277) у следећем контексту: Кад се двоје боре, трећи ће бити први.
То је значило тросмерну борбу за превласт у то време између угарског монарха, угарског цара Беле IV, византијског цара Јована IV Ласкариса и бугарског Константина Тих Асена.

### Превод на савремени српски језик
- Пандех у рукопису попа Драгоља, у: „Стари српски записи и натписи“, приредио проф. др Милорад Павић, Београд, Просвета и СКЗ, 1986, стр. 36–37.